# 진안 수선루
진안 수선루(鎭安 睡仙樓)는 대한민국 전북특별자치도 진안군에 있는, 조선 숙종 12년(1686) 연안 송씨 4형제가 조상의 덕을 기리고 도의를 연마하기 위해 지은 2층 목조 건축물이다.
1984년 4월 1일 전라북도의 문화재자료 제16호로 지정되었으며, 2019년 11월 14일 대한민국의 보물로 지정 예고를 거쳐, 2019년 12월 30일 대한민국의 보물 제2055호로 승격되었다.

## 개요
조선 숙종 12년(1686) 연안 송씨 4형제가 조상의 덕을 기리고 도의를 연마하기 위해 지은 2층 목조 건축물이다．
고종 21년(1884)에 송석노가 고쳐 세웠으며, 고종 25년(1888)에 송병선이 다시 고쳐 오늘에 이른다.
앞에는 섬진강 상류천이 굽이돌아 좋은 경치를 이루는 산의 바위굴 속에 아늑하게 자리잡고 있다.
수선루는 신선이 낮잠을 즐기며 유유자적한다는 뜻으로, 연안 송씨 4형제가 80세가 넘도록 아침 저녁으로 정자를 오르내리며 바둑도 두고 시도 읊는 모습이 옛날 4호(四皓)의 네 신선이 놀았다는 이야기와 비슷하다 하여 이름 붙였다고 한다.

## 보물 지정사유
「진안 수선루」는 1686년(숙종 12년) 건립되고 1888년(고종 25년)과 1892년(고종 29년) 중수된 정자로, 자연암반으로 형성된 동굴에 위치하여 비정형적인 틈 사이에 건물이 끼워져 있다. 또한 상부로 휜 창방(기둥머리를 좌우로 연결하는 부재)의 사용, 방 내부의 연등천장 구성, 바위 틈새를 적절하게 출입구로 활용한 점, 진입의 과정에서 경험하는 어두움과 밝음의 극적 대비 등은 정형의 건물이 대부분을 차지하는 당시의 시대에 파격적으로 시도되었던 건축 형식을 보여준다.
수선루의 평면형태는 상·하층 모두 정면 2칸, 측면 1칸으로 규모도 비슷하지만 상하로 연속되는 부분은 중앙의 1칸뿐이며, 하층의 우측 출입 칸 상부공간을 상층의 마루 칸과 자연스럽게 연결시켜 외부공간을 내부공간화 시킨 것은 특출한 공간구성이라고 할 수 있다.
또한, 수선루는 누정건축으로서 자연과의 조화를 추구하고 지형을 이용하여 암굴에 건축하였으며 지붕의 전면은 기와로 하고 후면은 돌너와로 마감하여 지역의 건축적 특성을 보여주고 있다.
따라서, 진안 수선루는 자연과의 조화로움, 전형적인 누정의 기능과 형태에서 벗어나 있는 독특한 외관 및 특색 등 전통적인 누정 건축의 한 부류로 대표할 수 있을 정도이다. 이러한 양식사적 가치만으로도 충분히 국가지정 문화재(보물)로서의 가치가 있다.

## 참고 자료
- 진안 수선루 - 국가유산청 국가유산포털